# Риббинг, Мария
Августа Мария Аврора Риббинг (швед. Augusta Maria Aurora Ribbing, урождённая де Вюльдер (швед. de Vylder; 1842—1910) — шведская школьная учительница и филантроп. Помимо своей активной деятельности в области образования, она также оказывала финансовую помощь в социальной сфере, включая открытие первого в Швеции дома престарелых в 1915 году.

## Биография
Мария Риббинг родилась в Стокгольме 8 июня 1842 года в семье учителя языка Луиса де Вюльдера и его жены Марии Кристины Ольборг. Когда ей было 17 лет, она поступила на курсы подготовки учителей (швед. Lärokurs för fruntimmer) в Стокгольме. После окончания обучения Мария преподавала в обычной школе для девочек до 1871 года, когда вышла замуж за врача Севеда Риббинга. После годичной учебной поездки по Европе супруги поселились в Симрисхамне на юге Швеции, но позже переехали в Лунд. Они принимали в своём просторном доме, известном как Сполеторп, гостей из всех слоёв общества. Риббинг всегда заботилась о том, чтобы еды хватало с избытком, в том числе и для детей и нуждающихся, которые приходили в их дом.
Риббинг посвящала большую часть своего времени созданию благотворительных учреждений в Лунде для нуждающихся. Собирая деньги с помощью лотерей и пожертвований, она смогла создать приют для неизлечимо больных в 1915 году. После смерти её мужа в 1921 году он стал известен как Риббингский госпиталь. Мария принимала активное участие в деятельности нескольких педагогических и филантропических ассоциаций, особенно в тех, которые занимались оказанием помощи бедным. Она даже стояла за созданием шведской церкви в Копенгагене, призванной помогать шведам в Дании.
Мария Риббинг стала чрезвычайно популярной фигурой в Лунде и его окрестностях. После её смерти 14 октября 1910 года на её похоронах присутствовали сотни людей. Трое из её четырёх детей пережили её.